# クログチニザ
クログチニザ （学名：Acanthurus pyroferus、英名：Chocolate surgeonfish）は、スズキ目ニザダイ亜目ニザダイ科に属する魚。

## 分布
太平洋からインド洋に広く分布する。日本では和歌山県以南、小笠原諸島、琉球列島などに生息する。

## 生態

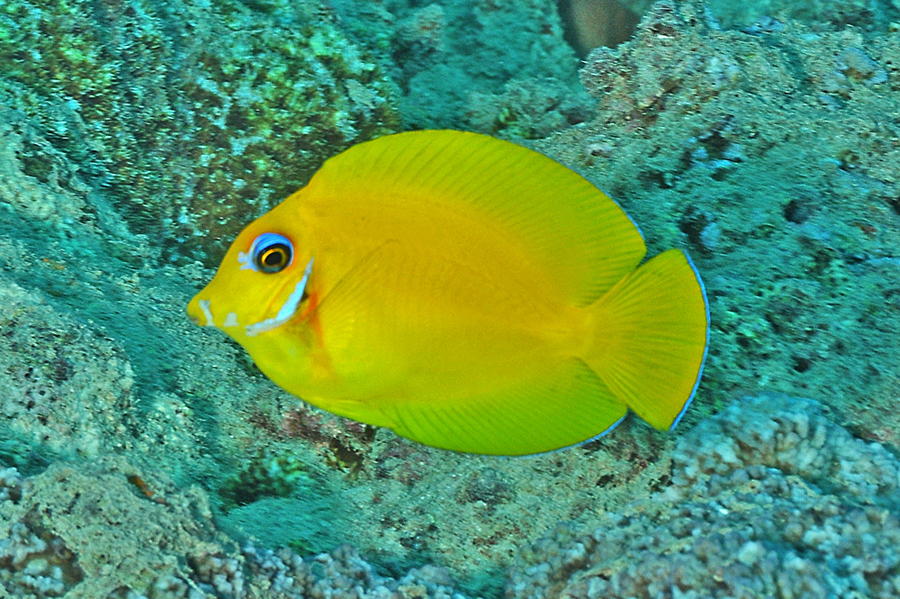
ヘラルドコガネヤッコに擬態した幼魚

体長は25cm程度。体色は茶褐色で、鰓蓋部に暗色域がある。クロハギ属の他種は背鰭棘数は9本であるがクログチニザは8本で、他に日本産で8本なのはナメラハギのみである。幼魚は尾びれ後部が丸く、体色が全身黄色、全身黄色で鰓蓋部に青色域があるタイプ、前部が青灰色で後部が黒色のタイプの3つのタイプがある。それぞれ、コガネヤッコ、ヘラルドコガネヤッコ、ナメラヤッコに擬態しているものと考えられる。サンゴ礁や礁湖に生息する。

## 利用
熱帯域では食用とされる他、幼魚は観賞魚として利用される。